# San Francisco, Tlahuiltepa
San Francisco är en ort i Mexiko.   Den ligger i kommunen Tlahuiltepa och delstaten Hidalgo, i den sydöstra delen av landet, 170 km norr om huvudstaden Mexico City. San Francisco ligger 2 102 meter över havet och antalet invånare är 117.
Terrängen runt San Francisco är bergig norrut, men söderut är den kuperad. San Francisco ligger uppe på en höjd. Runt San Francisco är det ganska glesbefolkat, med 39 invånare per kvadratkilometer. Närmaste större samhälle är Buenavista, 4,4 km nordväst om San Francisco. I omgivningarna runt San Francisco växer i huvudsak blandskog.